# Complementară
| Imagine indisponibilă                                   |  | Imagine indisponibilă                       |
| Dacă A este zona colorată cu roșu în această imagine... |  | ... atunci complementara lui A este restul. |

În teoria mulțimilor complementara sau complementul unei mulțimi A, adesea notată cu {\displaystyle A^{c}} (sau {\displaystyle A'}), este mulțimea ale cărei elemente nu sunt în A.
Când toate mulțimile luate în considerare sunt considerate submulțimi ale unei mulțimi date U, complementara absolută a lui A este mulțimea elementelor din U, dar nu din A.
Complementara relativă a lui A față de mulțimea B, numită și diferența dintre mulțimile A și B, notată B \ A, este mulțimea elementelor din B, dar nu și din A.

## Complementara absolută

Complementara absolută al A (cercul din stânga) în U:.

### Definiție
Dacă A este o mulțime, atunci complementara absolută a lui A (sau, simplu, complementara lui A) este mulțimea elementelor dintr-o mulțime mai mare, elemente care nu se află în A. Cu alte cuvinte, fie U o mulțime care conține toate elementele în discuție; dacă nu este necesar ca U să fie menționată, fie pentru că a fost specificată anterior, fie pentru că este evidentă și unică, atunci complementara absolută a lui A este complementara relativă a lui A în U (mulțimea în care se consideră complementara este menționată implicit într-o complementară absolută și explicit într-o complementară relativă):
{\displaystyle A^{c}=U\setminus A}.
Sau formal:
{\displaystyle A^{c}=\{x\in U\mid x\notin A\}.}
Complementara absolută a A este de obicei notată cu {\displaystyle A^{c}}. Alte notații sunt {\displaystyle {\overline {A}}}, {\displaystyle A'}, {\displaystyle \complement _{U}A} și {\displaystyle \complement A}.

### Exemple
- Să presupunem că universul este mulțimea numerelor întregi. Dacă A este mulțimea numerelor impare, atunci complementara lui A este mulțimea numerelor pare. Dacă B este mulțimea multiplilor de 3, atunci complementara lui B este mulțimea numerelor congruente cu 1 sau 2 modulo 3 (sau, în termeni mai simpli, numerele întregi care nu sunt multipli de 3).

- Să presupunem că universul este pachetul standard de 52 de cărți de joc⁠(d). Dacă mulțimea A cuprinde suita din culoarea de pică, atunci complementul lui A este reuniunea suitelor de treflă, caro și cupă. Dacă mulțimea B este reuniunea suitelor de treflă și caro, atunci complementul lui B este reuniunea suitelor de cupă și pică.

### Proprietăți
Fie A și B două mulțimi din universul U. Următoarele identități prezintă proprietăți importante ale complementelor absolute:
Relațiile de Morgan: (formulate de Augustus De Morgan)
- {\displaystyle \left(A\cup B\right)^{c}=A^{c}\cap B^{c}.}
- {\displaystyle \left(A\cap B\right)^{c}=A^{c}\cup B^{c}.}

Relațiile complementarelor:
- {\displaystyle A\cup A^{c}=U.}
- {\displaystyle A\cap A^{c}=\varnothing .}
- {\displaystyle \varnothing ^{c}=U.}
- {\displaystyle U^{c}=\varnothing .}
- {\displaystyle {\text{dacă }}A\subseteq B{\text{, atunci }}B^{c}\subseteq A^{c}.}
(acest lucru rezultă din echivalența unui condițional cu contrapoziția sa)

Relația de involuție (complementară dublă):
- {\displaystyle \left(A^{c}\right)^{c}=A.}

Relațiile dintre complementara relativă și cea absolută:
- {\displaystyle A\setminus B=A\cap B^{c}.}
- {\displaystyle (A\setminus B)^{c}=A^{c}\cup B.}

Relația cu diferența mulțimilor:
- {\displaystyle A^{c}\setminus B^{c}=B\setminus A.}

Primele două relații de mai sus ale complementarei arată că dacă A nu este o mulțime vidă a unei submulțimi a lui U, atunci {A, Ac} este o partiție a lui U.

## Complementara relativă

Complementara relativă a A (cercul din stânga) în B (cercul din dreapta):

### Definiție
Dacă A și B sunt mulțimi, atunci complementara relativă a lui A în B, numit și diferența mulțimilor B și A, este mulțimea elementelor din B dar nu din A.
Începând din 1992, complementara relativă a A în B, se notează B ∖ A. Uneori este notată B − A, dar această notație este perimată, fiind ambiguă; în anumite contexte poate fi interpretată ca mulțimea tuturor elementelor b − a, unde b este din B iar a din A.
Formal:
{\displaystyle B\setminus A=\{x\in B\mid x\notin A\}.}

### Exemple
- {\displaystyle \{1,2,3\}\setminus \{2,3,4\}=\{1\}}.
- {\displaystyle \{2,3,4\}\setminus \{1,2,3\}=\{4\}}.
- Dacă {\displaystyle \mathbb {R} } este mulțmea numerelor reale și {\displaystyle \mathbb {Q} } este mulțimea numerelor raționale, atunci {\displaystyle \mathbb {R} \setminus \mathbb {Q} } este mulțimea numerelor iraționale.

### Proprietăți
Fie A, B și C trei mulțimi. Următoarele identități prezintă propertățile importante referitoare la complementare:
- {\displaystyle C\setminus (A\cap B)=(C\setminus A)\cup (C\setminus B)}.
- {\displaystyle C\setminus (A\cup B)=(C\setminus A)\cap (C\setminus B)}.
- {\displaystyle C\setminus (B\setminus A)=(C\cap A)\cup (C\setminus B)},

cu importantul caz particular {\displaystyle C\setminus (C\setminus A)=(C\cap A)} demonstrând că intersecția poate fi exprimată folosind doar noțiunea de complementară relativă.
- {\displaystyle (B\setminus A)\cap C=(B\cap C)\setminus A=B\cap (C\setminus A)}.
- {\displaystyle (B\setminus A)\cup C=(B\cup C)\setminus (A\setminus C)}.
- {\displaystyle A\setminus A=\emptyset }.
- {\displaystyle \emptyset \setminus A=\emptyset }.
- {\displaystyle A\setminus \emptyset =A}.
- {\displaystyle A\setminus U=\emptyset }.

## Relația complementară
O relație binară R este definită ca o submulțime a unui  produs al mulțimilor X × Y. Relația complementară {\displaystyle {\bar {R}}} este complementara mulțimii R în X × Y Complementara relației R poate fi scrisă
{\displaystyle {\bar {R}}\ =\ (X\times Y)\setminus R.}
Aici, R este adesea privită ca o matrice logică având pe rânduri elementele lui X și pe coloane elementele lui Y. „Adevăratul” lui aRb corespunde cu 1 în rândul a, coloana b. Obținrea relației complementare cu R corespunde atunci comutării tuturor „1” în „0” și a tuturor „0” în „1” pentru matricea logică a complementarei.
Împreună cu compunerea relațiilor și a relațiilor inverse, relațiile complementare și algebra mulțimilor sunt operațiile elementare ale logicii algebrice⁠(d).

## Notații LaTeX
În limbajul LaTeX, pentru redarea unui simbol diferență de mulțime, care este similar cu un simbol backslash ( \ ) se folosește de obicei comanda \setminus. La afișare, comanda \setminus arată identic cu \backslash, cu excepția că spațiile dinainte și de după sunt puțin mai mari, asemănătoare cu secvența LaTeX \mathbin{\backslash}. Varianta \smallsetminus este disponibilă în pachetul amssymb.

## În limbaje de programare
Unele limbaje de programare au încorporate operații cu mulțimi în structurile lor de date. O astfel de structură de date se comportă ca o mulțime finită, adică este alcătuită dintr-un număr finit de date care nu sunt ordonate în mod specific și pot fi astfel considerate ca elementele unei mulțimi. În unele cazuri elementele nu sunt necesare distincte. Aceste limbaje de programare au operații sau funcții pentru calcularea complementarei și a diferenței mulțimilor.
Acești operatori pot fi în general aplicați și structurilor de date care nu sunt mulțimi matematice adevărate, cum ar fi liste⁠(d) ordonate sau tablouri⁠(d). Rezultă că unele limbaje de programare pot avea o funcție numită set_difference (română diferență de mulțimi), chiar dacă nu au nicio structură de date pentru mulțimi.